# Квазиправильный многогранник
Квазипра́вильный многогра́нник (от лат. quas(i) «наподобие», «нечто вроде») — полуправильный многогранник, который имеет в точности два вида правильных граней, поочерёдно следующих вокруг каждой вершины. Эти многогранники рёберно транзитивны, а потому на шаг ближе к правильным многогранникам, чем полуправильные, которые лишь вершинно транзитивны.
| (3.3)2 | (3.4)2                                             | (3.5)2                                             | (3.6)2                                             | (3.7)2                                             | (3.8)2                                             | (3.∞)2                                                   |
| {\displaystyle {\begin{Bmatrix}3\\3\end{Bmatrix}}} | {\displaystyle {\begin{Bmatrix}3\\4\end{Bmatrix}}} | {\displaystyle {\begin{Bmatrix}3\\5\end{Bmatrix}}} | {\displaystyle {\begin{Bmatrix}3\\6\end{Bmatrix}}} | {\displaystyle {\begin{Bmatrix}3\\7\end{Bmatrix}}} | {\displaystyle {\begin{Bmatrix}3\\8\end{Bmatrix}}} | {\displaystyle {\begin{Bmatrix}3\\\infty \end{Bmatrix}}} |
| r{3,3} | r{3,4}                                             | r{3,5}                                             | r{3,6}                                             | r{3,7}                                             | r{3,8}                                             | r{3,∞}                                                   |
| node · 3 · node_1 · 3 · node | node · 4 · node_1 · 3 · node                       | node · 5 · node_1 · 3 · node                       | node · 6 · node_1 · 3 · node                       | node · 7 · node_1 · 3 · node                       | node · 8 · node_1 · 3 · node                       | node · infin · node_1 · 3 · node                         |
| --- | -------------------------------------------------- | -------------------------------------------------- | -------------------------------------------------- | -------------------------------------------------- | -------------------------------------------------- | -------------------------------------------------------- |
| |                                                    |                                                    |                                                    |                                                    |                                                    |                                                          |
| Квазиправильные многогранники или мозаики имеют в точности два типа правильных граней, которые располагаются поочерёдно вокруг каждой вершины. Их вершинные фигуры являются прямоугольниками. |                                                    |                                                    |                                                    |                                                    |                                                    |                                                          |

Существует только два выпуклых квазиправильных многогранника, кубооктаэдр и икосододекаэдр. Имена этих многогранников, данные Кеплером, происходят от понимания, что их грани содержат все грани двойственной пары куба и октаэдра в первом случае, и двойственной пары икосаэдра и додекаэдра во втором.
Эти формы, представленные парой (правильным многогранником и двойственным ему), могут быть заданы вертикальным символом Шлефли {\displaystyle {\begin{Bmatrix}p\\q\end{Bmatrix}}} или r{p, q} для представления граней как правильного {p, q}, так и двойственного {q, p} многогранников. Квазиправильный многогранник с этим символом имеет вершинную конфигурацию p.q.p.q (или (p.q)2).
В более общем случае квазиправильные фигуры могут иметь вершинную конфигурацию (p.q)r, представляющую r (2 или более) граней разного вида вокруг вершины.
Мозаики на плоскости могут быть также квазиправильными, в частности тришестиугольная мозаика с вершинной конфигурацией (3.6)2. Другие квазиправильные мозаики существуют в гиперболической плоскости, например, трисемиугольная мозаика (3.7)2. Сюда входят мозаики (p.q)2, с 1/p+1/q<1/2.
Некоторые правильные многогранники и мозаики (имеющие чётное число граней в каждой вершине) могут также рассматриваться как квазиправильные путём разделения граней на два множества (как если бы мы их выкрасили в разные цвета). Правильная фигура с символом Шлефли {p, q} может быть квазиправильной и будет иметь вершинную кофигурацию (p.p)q/2, если q чётно.
| Прямоугольные треугольники (p p 2) | Прямоугольные треугольники (p p 2)                 | Прямоугольные треугольники (p p 2)                 | Прямоугольные треугольники (p p 2)                 | Прямоугольные треугольники (p p 2)                 | Прямоугольные треугольники (p p 2)                 | Прямоугольные треугольники (p p 2)                             |
| {3,4} r{3,3} | {4,4} r{4,4}                                       | {5,4} r{5,5}                                       | {6,4} r{6,6}                                       | {7,4} r{7,7}                                       | {8,4} r{8,8}                                       | {∞,4} r{∞,∞}                                                   |
| {\displaystyle {\begin{Bmatrix}3\\3\end{Bmatrix}}} | {\displaystyle {\begin{Bmatrix}4\\4\end{Bmatrix}}} | {\displaystyle {\begin{Bmatrix}5\\5\end{Bmatrix}}} | {\displaystyle {\begin{Bmatrix}6\\6\end{Bmatrix}}} | {\displaystyle {\begin{Bmatrix}7\\7\end{Bmatrix}}} | {\displaystyle {\begin{Bmatrix}8\\8\end{Bmatrix}}} | {\displaystyle {\begin{Bmatrix}\infty \\\infty \end{Bmatrix}}} |
| (3.3)2 | (4.4)2                                             | (5.5)2                                             | (6.6)2                                             | (7.7)2                                             | (8.8)2                                             | (∞.∞)2                                                         |
| node · 3 · node_1 · 3 · node | node · 4 · node_1 · 4 · node                       | node · 5 · node_1 · 5 · node                       | node · 6 · node_1 · 6 · node                       | node · 7 · node_1 · 7 · node                       | node · 8 · node_1 · 8 · node                       | node · infin · node_1 · infin · node                           |
| --- | -------------------------------------------------- | -------------------------------------------------- | -------------------------------------------------- | -------------------------------------------------- | -------------------------------------------------- | -------------------------------------------------------------- |
| | Квадратный паркет                                  | 5-угольная мозаика 4-го порядка                    | 6-угольная мозаика 4-го порядка                    | 7-угольная мозаика 4-го порядка                    | 8-угольная мозаика 4-го порядка                    | ∞-угольная мозаика 4-го порядка                                |
| Треугольники общего вида (p p 3) |                                                    |                                                    |                                                    |                                                    |                                                    |                                                                |
| {3,6} | {4,6}                                              | {5,6}                                              | {6,6}                                              | {7,6}                                              | {8,6}                                              | {∞,6}                                                          |
| (3.3)3 | (4.4)3                                             | (5.5)3                                             | (6.6)3                                             | (7.7)3                                             | (8.8)3                                             | (∞.∞)3                                                         |
| branch · split2 · node_1 | branch · split2-44 · node_1                        | branch · split2-55 · node_1                        | branch · split2-66 · node_1                        | branch · split2-77 · node_1                        | branch · split2-88 · node_1                        | branch · split2-ii · node_1                                    |
| |                                                    |                                                    |                                                    |                                                    |                                                    |                                                                |
| Треугольники общего вида (p p 4) |                                                    |                                                    |                                                    |                                                    |                                                    |                                                                |
| {3,8} | {4,8}                                              | {5,8}                                              | {6,8}                                              | {7,8}                                              | {8,8}                                              | {∞,8}                                                          |
| (3.3)4 | (4.4)4                                             | (5.5)4                                             | (6.6)4                                             | (7.7)4                                             | (8.8)4                                             | (∞.∞)4                                                         |
| label4 · branch · split2 · node_1 | label4 · branch · split2-44 · node_1               | label4 · branch · split2-55 · node_1               | label4 · branch · split2-66 · node_1               | label4 · branch · split2-77 · node_1               | label4 · branch · split2-88 · node_1               | label4 · branch · split2-ii · node_1                           |
| |                                                    |                                                    |                                                    |                                                    |                                                    |                                                                |
| Правильный многогранник или мозаика могут считаться квазиправильными, если они имеют чётное число граней при каждой вершине (а потому могут быть выкрашены в два цвета, чтобы соседние грани имели разные цвета). |                                                    |                                                    |                                                    |                                                    |                                                    |                                                                |

Октаэдр можно считать квазиправильным как тетратетраэдр, (3a.3b)2, с раскрашенными попеременно треугольными гранями. Подобным же образом квадратную мозаику (4a.4b)2 можно считать квазиправильной, если раскрасить в стиле шахматной доски. Также и грани треугольной мозаики могут быть выкрашены в два альтернативных цвета, (3a.3b)3.

## Построение Витхоффа
| Правильные (p \| 2 q) и квазиправильные многогранники (2 \| p q) получаются построением Витхоффа с генераторной точкой на одном из 3 углов фундаментальной области. Это задаёт единственное ребро внутри фундаментальной области. |

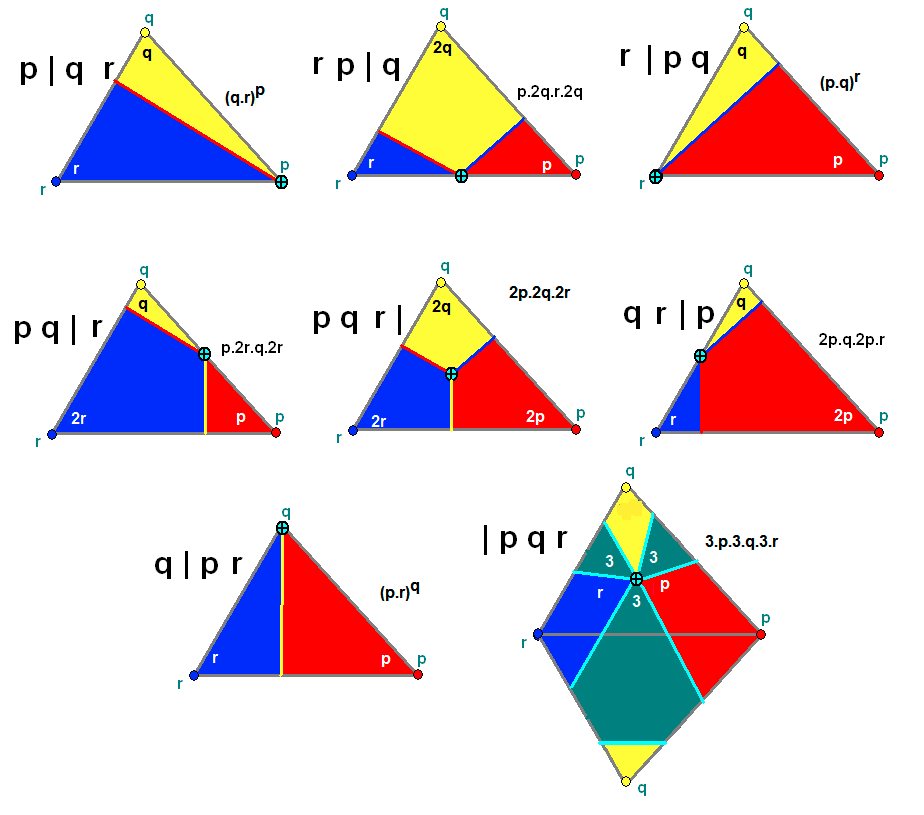
Квазиправильные многогранники генерируются из всех 3 углов фундаментальной области для треугольников Шварца, не имеющих прямых углов:
q | 2 p, p | 2 q, 2 | p q

Коксетер определяет квазиправильный многогранник как многогранник, имеющий Символ Витхоффа вида p | q r, и он будет правильным, если q=2 или q=r .
Диаграммы Коксетера — Дынкина является другой формой символического представления, которое позволяет показать связь между двумя двойственно-правильными формами:
| Символ Шлефли                                      | Символ Шлефли | Диаграммы Коксетера — Дынкина | Символ Витхоффа |
| -------------------------------------------------- | ------------- | ----------------------------- | --------------- |
| {\displaystyle {\begin{Bmatrix}p,q\end{Bmatrix}}}  | {p, q}        | node_1 · p · node · q · node  | q \| 2 p        |
| {\displaystyle {\begin{Bmatrix}q,p\end{Bmatrix}}}  | {q, p}        | node · p · node · q · node_1  | p \| 2 q        |
| {\displaystyle {\begin{Bmatrix}p\\q\end{Bmatrix}}} | r{p, q}       | node · p · node_1 · q · node  | 2 \| p q        |

## Выпуклые квазиправильные многогранники
Существует два выпуклых квазиправильных многогранника:
1. Кубооктаэдр {\displaystyle {\begin{Bmatrix}3\\4\end{Bmatrix}}}, вершинная конфигурация (3.4)2, диаграмма Коксетера — Дынкина
2. Икосододекаэдр {\displaystyle {\begin{Bmatrix}3\\5\end{Bmatrix}}}, вершинная конфигурация (3.5)2, диаграмма Коксетера — Дынкина

Кроме того, октаэдр, являющийся также правильным, {\displaystyle {\begin{Bmatrix}3\\3\end{Bmatrix}}}, с вершинной конфигурацией (3.3)2, может также считаться квазиправильным, если соседним граням дать различные цвета. В таком виде его иногда называют тетратетраэдром. Оставшиеся выпуклые правильные многогранники имеют нечётное число граней при каждой вершине и не могут быть выкрашены так, чтобы обеспечить транзитивность рёбер. Тетратетраэдр имеет диаграмму Коксетера — Дынкина .
Каждый из них образует общее ядро двойственной пары правильных многогранников. Имена (двух из) этих ядер напоминают о связанных двойственных парах, соответственно куб + октаэдр и икосаэдр + додекаэдр. Октаэдр является ядром двойственной пары тетраэдров, и при таком способе получения обычно называют его тетратетраэдром.
| Правильный                     | Двойственный правильный       | Квазиправильный                      | Вершинная фигура |
| ------------------------------ | ----------------------------- | ------------------------------------ | ---------------- |
| · Тетраэдр · {3,3} · 3 \| 2 3  | · Тетраэдр · {3,3} · 3 \| 2 3 | · Тетратетраэдр · r{3,3} · 2 \| 3 3  | 3.3.3.3          |
| · Куб · {4,3} · 3 \| 2 4       | · Октаэдр · {3,4} · 4 \| 2 3  | · Кубооктаэдр · r{3,4} · 2 \| 3 4    | 3.4.3.4          |
| · Додекаэдр · {5,3} · 3 \| 2 5 | · Икосаэдр · {3,5} · 5 \| 2 3 | · Икосододекаэдр · r{3,4} · 2 \| 3 5 | 3.5.3.5          |

Каждый из этих квазиправильных многогранников можно построить с помощью полного усечения любого из родителей, усекая рёбра полностью, пока они не превратятся в точки.

### Квазиправильные мозаики
Эту последовательность продолжает тришестиугольная мозаика с вершинной фигурой 3.6.3.6 — квазиправильная мозаика, основанная на треугольной мозаике и шестиугольной мозаике.
| Правильный многоугольник                     | Двойственный правильный                    | Квазиправильный                                  | Вершинная фигура |
| -------------------------------------------- | ------------------------------------------ | ------------------------------------------------ | ---------------- |
| · шестиугольная · мозаика · {6,3} · 6 \| 2 3 | · треугольная · мозаика · {3,6} · 3 \| 2 6 | · тришестиугольная · мозаика · r{5,3} · 2 \| 3 6 | 3.6.3.6          |

Рисунок шахматной доски является квазиправильной раскраской квадратной мозаики с вершинной фигурой 4.4.4.4:
| Правильный многоугольник | Двойственный правильный | Квазиправильный     | Вершинная фигура |
| ------------------------ | ----------------------- | ------------------- | ---------------- |
| · {4,4} · 4 \| 2 4       | · {4,4} · 4 \| 2 4      | · r{4,4} · 2 \| 4 4 | 4.4.4.4          |

Треугольную мозаику можно также считать квазиправильной, с тремя множествами альтернированных треугольников в каждой вершине, (3.3)3:
| · h{6,3} · 3 \| 3 3 · = |

На гиперболической плоскости (плоскости Лобачевского) эта последовательность продолжается дальше, например, трисемиугольная мозаика с вершинной фигурой 3.7.3.7 — это квазиправильная мозаика, основанная на треугольной мозаике 7-го порядка и семиугольной мозаике.
| Правильный многоугольник                    | Двойственный правильный                   | Квазиправильный                                 | Вершинная фигура |
| ------------------------------------------- | ----------------------------------------- | ----------------------------------------------- | ---------------- |
| · Семиугольная · мозаика · {7,3} · 7 \| 2 3 | · Треугольный · паркет · {3,7} · 3 \| 2 7 | · Трисемиугольная · мозаика · r{3,7} · 2 \| 3 7 | 3.7.3.7          |

## Невыпуклые примеры
Коксетер и др. (1954) классифицировали также некоторые звёздчатые многогранники, имеющие квазиправильные характеристики:
Два многогранника основываются на двойственных парах правильных тел Кеплера — Пуансо.
Большой икосододекаэдр {\displaystyle {\begin{Bmatrix}3\\5/2\end{Bmatrix}}} и додекододекаэдр {\displaystyle {\begin{Bmatrix}5\\5/2\end{Bmatrix}}}:
| Правильный                                            | Двойственный правильный                    | Квазиправильный                                  | Вершинная фигура |
| ----------------------------------------------------- | ------------------------------------------ | ------------------------------------------------ | ---------------- |
| · Большой звёздчатый додекаэдр · {5/2,3} · 3 \| 2 5/2 | · Большой икосаэдр · {3,5/2} · 5/2 \| 2 3  | · Большой икосододекаэдр · r{3,5/2} · 2 \| 3 5/2 | 3.5/2.3.5/2      |
| · Малый звёздчатый додекаэдр · {5/2,5} · 5 \| 2 5/2   | · Большой додекаэдр · {5,5/2} · 5/2 \| 2 5 | · Додекододекаэдр · r{5,5/2} · 2 \| 5 5/2        | 5.5/2.5.5/2      |

Наконец, существует три битригональных вида, вершинные фигуры которых содержат три перемежающихся типа граней:
| Рисунок | Название многогранника Символ Витхоффа Диаграмма Коксетера | Вершинная фигура |
| ------- | ---------------------------------------------------------- | ---------------- |
|         | Битреугольный · додекододекаэдр · 3 \| 5/3 5 · or          | (5.5/3)3         |
|         | Малый битреугольный · икосододекаэдр · 3 \| 5/2 3 · or     | (3.5/2)3         |
|         | Большой битреугольный · икосододекаэдр · 3/2 \| 3 5 · or   | ((3.5)3)/2       |

## Квазиправильные двойственные
Некоторые авторы высказывают мнение, что, поскольку двойственные многогранники к квазиправильным имеют те же симметрии, эти двойственные тела тоже следует считать квазиправильными, но не все математики придерживаются такого мнения. Эти двойственные многогранники транзитивны относительно своих рёбер и граней (но не вершин). Они являются рёберно транзитивными телами Каталана. Выпуклые формы, согласно порядку многогранника (как выше):
1. Ромбододекаэдр с двумя типами перемежающихся вершин, 8 вершин с тремя ромбическими гранями, и 6 вершин с четырьмя ромбическими гранями.
2. Ромботриаконтаэдр с двумя типами перемежающихся вершин, 20 вершин с тремя ромбическими гранями, и 12 вершин с пятью ромбическими гранями.

Кроме того, будучи двойственным октаэдру, куб, являющийся правильным, может быть сделан квазиправильным, если раскрасить его вершины в два цвета, так, чтобы вершины на одном ребре имели разные цвета.
Их конфигурация грани имеет вид V3.n.3.n, а диаграмма Коксетера — Дынкина 
|                 |                            |                                   |                                 |           |           |
| Куб · V(3.3)2 · | Ромбододекаэдр · V(3.4)2 · | Ромботри- · аконтаэдр · V(3.5)2 · | Ромбическая мозаика · V(3.6)2 · | V(3.7)2 · | V(3.8)2 · |

Эти три квазиправильных двойственных многогранника характерны наличием ромбических граней.
Эта ромбическая структура граней продолжает V(3.6)2, ромбическая мозаика.

## Квазиправильные многогранники в 4-мерном пространстве и квазиправильные соты

Общая вершинная фигура — квазиправильный тетратетраэдр,, то же самое, что и правильный октаэдр

В евклидовом 4-мерном пространстве правильный шестнадцатиячейник можно считать квазиправильным как альтернированный тессеракт, h{4,3,3}, Диаграммы Коксетера — Дынкина:  = , состоящий из альтернированных тетраэдраэдральных и тетраэдральных ячеек. Его вершинная фигура — это квазиправильный тетратетраэдр (октаэдр с тетраэдральной симметрией), .
Единственные квазиправильные соты в евклидовом 3-мерном пространстве — альтернированные кубические соты, h{4,3,4}, диаграмма Коксетера — Дынкина:  = , состоящие из альтернированных тетраэдральных и октаэдральных ячеек. Их вершинные фигуры являются квазиправильными кубооктаэдрами,  .

Общая вершинная фигура —
квазиправильный треугольный паркет, =

В гиперболическом 3-мерном пространстве квазиправильными сотами являются альтернированные кубические соты 5-го порядка, h{4,3,5}, диаграммы Коксетера — Дынкина:  = , составленные из альтернированных тетраэдральных и икосаэдральных ячеек. Вершинная фигура — квазиправильный икосододекаэдр, . Связанные паракомпактные альтернированные кубические соты 6-го порядка, h{4,3,6} имеют альтернированные тетраэдральные и шестиугольные мозаичные ячейки с вершинной фигурой, которая является тришестиугольной мозаикой, .
| Пространство            | Конечное                                     | Аффинное                                     | Компактное                                   | Паракомпактное                               | Паракомпактное                               | Паракомпактное                               |
| Название                | h{4,3,3}                                     | h{4,3,4}                                     | h{4,3,5}                                     | h{4,3,6}                                     | h{4,4,3}                                     | h{4,4,4}                                     |
| Название                | {\displaystyle \left\{3,{3 \atop 3}\right\}} | {\displaystyle \left\{3,{3 \atop 4}\right\}} | {\displaystyle \left\{3,{3 \atop 5}\right\}} | {\displaystyle \left\{3,{3 \atop 6}\right\}} | {\displaystyle \left\{4,{3 \atop 4}\right\}} | {\displaystyle \left\{4,{4 \atop 4}\right\}} |
| ----------------------- | -------------------------------------------- | -------------------------------------------- | -------------------------------------------- | -------------------------------------------- | -------------------------------------------- | -------------------------------------------- |
| Диаграмма Коксетера     | node_h1 · 4 · node · 3 · node · 3 · node     | node_h1 · 4 · node · 3 · node · 4 · node     | node_h1 · 4 · node · 3 · node · 5 · node     | node_h1 · 4 · node · 3 · node · 6 · node     | node_h1 · 4 · node · 4 · node · 3 · node     | node_h1 · 4 · node · 4 · node · 4 · node     |
| Диаграмма Коксетера     | nodes_10ru · split2 · node · 3 · node        | nodes_10ru · split2 · node · 4 · node        | nodes_10ru · split2 · node · 5 · node        | nodes_10ru · split2 · node · 6 · node        | nodes_10ru · split2-44 · node · 3 · node     | nodes_10ru · split2-44 · node · 4 · node     |
| Диаграмма Коксетера     | nodes · split2 · node · 3 · node_1           | nodes · split2-43 · node · 3 · node_1        | nodes · split2-53 · node · 3 · node_1        | nodes · split2-63 · node · 3 · node_1        | nodes · split2-43 · node · 4 · node_1        | nodes · split2-44 · node · 4 · node_1        |
| Рисунок                 |                                              |                                              |                                              |                                              |                                              |                                              |
| Вершинная фигура r{p,3} | node · 3 · node_1 · 3 · node                 | node · 4 · node_1 · 3 · node                 | node · 5 · node_1 · 3 · node                 | node · 6 · node_1 · 3 · node                 | node · 4 · node_1 · 3 · node                 | node · 4 · node_1 · 4 · node                 |

Можно уменьшить симметрию правильных многогранных сот вида {p,3,4} или  как  и получить квазиправильный вид , создавая попеременную раскраску {p,3} ячеек. Это можно сделать для евклидовых кубических сот {4,3,4} с кубическими ячейками, для компактных гиперболических сот {5,3,4} с додекаэдральными ячейками и паракомпактных сот {6,3,4} с конечными шестиугольными мозаичными ячейками. Они имеют четыре ячейки вокруг каждого ребра, попеременно выкрашенные в 2 цвета. Их вершинные фигуры — квазиправильные тетраэдры,  = .
| Пространство        | Евклидово 4-мерное                                              | Евклидово 3-мерное                                              | Гиперболическое 3-мерное                                        | Гиперболическое 3-мерное                                        | Гиперболическое 3-мерное |
| Название            | {3,3,4} {3,31,1} = {\displaystyle \left\{3,{3 \atop 3}\right\}} | {4,3,4} {4,31,1} = {\displaystyle \left\{4,{3 \atop 3}\right\}} | {5,3,4} {5,31,1} = {\displaystyle \left\{5,{3 \atop 3}\right\}} | {6,3,4} {6,31,1} = {\displaystyle \left\{6,{3 \atop 3}\right\}} |                          |
| ------------------- | --------------------------------------------------------------- | --------------------------------------------------------------- | --------------------------------------------------------------- | --------------------------------------------------------------- | ------------------------ |
| Диаграмма Коксетера | =                                                               | =                                                               | =                                                               | =                                                               |                          |
| Рисунок             |                                                                 |                                                                 |                                                                 |                                                                 |                          |
| Ячейки {p,3}        | node_1 · 3 · node · 3 · node                                    | node_1 · 4 · node · 3 · node                                    | node_1 · 5 · node · 3 · node                                    | node_1 · 6 · node · 3 · node                                    |                          |

Таким же образом можно уменьшить вдвое симметрию правильных гиперболических сот вида {p,3,6} или  как  и получить квазиправильный вид , задавая попеременную раскраску {p,3} ячеек. Они имеют шесть ячеек вокруг каждого ребра, поочерёдно выкрашенные в 2 цвета. Их вершинные фигуры — квазиправильные треугольные мозаики, .
| Вид                                                                           | Паракомпактные                                                                | Паракомпактные | Паракомпактные                                                                | Паракомпактные | Некомпактные                                                                  | Некомпактные                                                                  | Некомпактные                                                                          |
| Название                                                                      | {3,3,6} {3,3[3]}                                                              | {4,3,6} {4,3[3]} | {5,3,6} {5,3[3]}                                                              | {6,3,6} {6,3[3]} | {7,3,6} {7,3[3]}                                                              | {8,3,6} {8,3[3]}                                                              | ... {∞,3,6} {∞,3[3]}                                                                  |
| node_1 · p · node · 3 · node · 6 · node · node_1 · p · node · split1 · branch | node_1 · 3 · node · 3 · node · 6 · node · node_1 · 3 · node · split1 · branch | node_1 · 4 · node · 3 · node · 6 · node · node_1 · 4 · node · split1 · branch · node_1 · ultra · node · split1 · branch · uaub · nodes_11 | node_1 · 5 · node · 3 · node · 6 · node · node_1 · 5 · node · split1 · branch | node_1 · 6 · node · 3 · node · 6 · node · node_1 · 6 · node · split1 · branch · node_1 · splitplit1u · branch4u_11 · uabc · branch4u · splitplit2u · node | node_1 · 7 · node · 3 · node · 6 · node · node_1 · 7 · node · split1 · branch | node_1 · 8 · node · 3 · node · 6 · node · node_1 · 8 · node · split1 · branch | node_1 · infin · node · 3 · node · 6 · node · node_1 · infin · node · split1 · branch |
| ----------------------------------------------------------------------------- | ----------------------------------------------------------------------------- | --- | ----------------------------------------------------------------------------- | --- | ----------------------------------------------------------------------------- | ----------------------------------------------------------------------------- | ------------------------------------------------------------------------------------- |
| Рисунок                                                                       |                                                                               | |                                                                               | |                                                                               |                                                                               |                                                                                       |
| Ячейки                                                                        | · {3,3} ·                                                                     | · {4,3} · | · {5,3} ·                                                                     | · {6,3} · | · {7,3} ·                                                                     | · {8,3} ·                                                                     | · {∞,3} ·                                                                             |